# Sjtjolkovo
Sjtjolkovo (russisk: Первоуральск, tr. Sjtjolkovo) er en by i Moskva oblast i Rusland. Sjtjolkovo er Moskva oblasts 14. største by med 135.918(2024) indbyggere. Byen ligger omkring 15 km nordøst for MKAD, gennem byen løber Kljazma, en biflod til Oka. Der er adskillige jernbanestationer og trinbræt indenfor byområdet.

## Historie
Landsbyen Sjtjolkovo blev først gang nævnt i 1521-1522 som tilhørende I.F. Khomutova, der overdrog den til Troitse-Sergijeva lavra. I 1584 tilhørte landsbyen Bogdan Belskij, senere var den i mere end 150 år i Trubetskije-fyrsternes besiddelse.
Siden 1700-tallet har landsbyen udviklet sig til et vigtigt håndværkscenter, hovedsagelig på grund af den silkevæv der drives der. De første tekstilfabrikker blev bygget i Sjtjolkovo i midten af 1800-tallet. En af dem blev grundlagt i Elberfeld af de preussiske fabrikanter Ludwig Rabeneck og fortsætter den dag i dag under navnet Kalinin Bomuld Kombinat Sjtjolkovo (Щёлковский хлопчатобумажный комбинат имени М. И. Калинина).
I 1925 blev byen Sjtjolkovo dannet fra den tidligere landsby Sjtjolkovo og flere omkringliggende landsbyer. Samtidig fik Sjtjolkovo bystatus.

### Befolkningsudvikling
| År   | Indbyggere |
| ---- | ---------- |
| 1926 | 12.000     |
| 1939 | 27.209     |
| 1959 | 62.051     |
| 1970 | 78.288     |
| 1979 | 100.281    |
| 1989 | 109.255    |
| 2002 | 112.865    |
| 2010 | 110.411    |

Note: Data fra folketællinger (1926 afrundet)